# フランク・ダムロッシュ

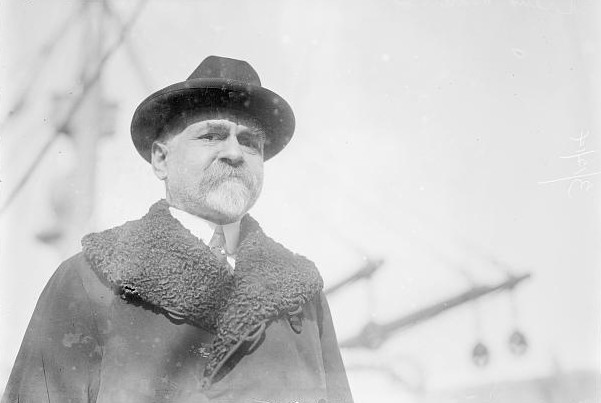

フランク・ダムロッシュ（Frank Damrosch, 1859年6月22日 ブレスラウ - 1937年10月22日 ニューヨーク）は、プロイセン出身のアメリカ合衆国の指揮者・音楽教育者。
1871年に父レオポルト・ダムロッシュ博士（1831年 - 1885年）に連れられて渡米する。すでに音楽を学んでいたが、ニューヨークでも父親ほかの指導で音楽を続け、その後ヨーロッパでモーリッツ・モシュコフスキに師事する。
当初は実業界を目指してコロラド州デンヴァーに行くが、音楽に対する衝動も根強く、1884年にデンヴァーで合唱指揮者やオルガニスト、公立学校の教育主事として音楽活動を開始する。
その後もメトロポリタン歌劇場の合唱指揮者や、ニューヨーク州の教育主事などとして地道に経歴を重ねた後、1905年に、ニューヨーク芸術音楽学校の校長に就任した。アメリカの有能な人材がヨーロッパの楽壇に流れていく当時の状況を嘆いて、進歩的な音楽教育の必要性を痛感していたダムロッシュにとってこの任務は天職であった。同校はダムロッシュの監督の下で発展を続け、現在のジュリアード音楽学校の前身となった。
弟ウォルター・ダムロッシュ（またはワルター・ダムロッシュ、1862年 - 1950年）は、アメリカ人作曲家による管弦楽もレパートリーに取り入れたオーケストラ指揮者であり、父親の創設したニューヨーク交響楽団のほか、シカゴ交響楽団やナショナル交響楽団なども指揮し、録音も残した。またジュリアード音楽学校で教壇に立っている。